# Philippe Chatrier
Philippe Chatrier (2. veljače 1926. – 22. lipnja 2000.) bio je francuski tenisač. Nakon što je završio karijeru kao tenisač, posvetio se novinarstvu te je postao novinar. Bio je predsjednik Francuske teniske federacije, tu je dužnost obavljao punih 20 godina (od 1973. do 1993.) te je paralelno s tim također bio predsjednik Međunarodne teniske federacije punih 14 godina (od 1977. do 1991.).

## Život i karijera
Rođen je u gradu Créteil u Francuskoj. Bio je francuski juniorski teniski prvak 1945. i član francuskog Davis cup tima. Zadnji nastup imao je na Wimbledonu 1953., te je iste godine završio karijeru kao tenisač i postao novinar. Chatrier je ujedno osnivač teniskog časopisa Tennis de France 1953. i urednik pariških dnevnih novina Paris-Presse. Bio je oženjen za francusku tenisačicu Susan Partridge, ali je brak propao te se ponovno oženio za francusku golf igračicu, Claudine Cros.
Umro je u Dinardu 2000. godine, te je u njegovu čast njegovim imenom nazvan središnji teren poznatog natjecanja Roland Garrosa odnosno igralište Philipe Chatrier (engl. Court Philippe Chatrier).